# Kenwood Corporation
Kenwood Corporation (株式会社ケンウッド, Kabushikigaisha Ken'uddo) és una filial del grup industrial japonès JVC Kenwood; la marca està especialitzada en la fabricació de ràdios, alta fidelitat i altres tecnologies d'entreteniment, tant portàtils com d'altres tipus.

## Història
L'empresa  va ser fundada a Komagane l'any 1946 pels germans Nakaichi i Jiro Kasuga, Hideo Nakano i Hisao Kasuga sota el nom de Kasuga Radio Co. Ltd i especialitzada especialment en la producció de bobines electromagnètiques. Ja l'any 1953 l'empresa va produir el seu primer receptor de ràdio amateur, mentre que els anys següents es va traslladar cap a les tecnologies d'alta fidelitat i la transmissió de ràdio. El 1960 es va rebatejar com a Trio Corporation i, només tres anys més tard, es va refundar a Los Angeles ( Estats Units ) com a Kenwood Corporation.Corporation.

### Fusió amb JVC
Des de l'1 d'octubre de 2008 la companyia s'ha fusionat amb JVC.